# Micratemnus crassipes
Micratemnus crassipes es una especie de arácnido del orden Pseudoscorpionida de la familia Atemnidae.

## Distribución geográfica
Se encuentra en Kenia y Somalia.